# Nietolerancja laktozy
Nietolerancja laktozy, niedobór laktazy, hipolaktazja – nadwrażliwość pokarmowa powodowana niedostatecznym trawieniem laktozy, dwucukru obecnego w niektórych pokarmach mlecznych, wskutek zbyt małej aktywności laktazy.
Niedobór laktazy, enzymu odpowiedzialnego za trawienie laktozy, prowadzi do występowania biegunki, nadmiernego wytwarzania gazów jelitowych, wzdęć i skurczowych bólów brzucha. W schorzeniu tym nie należy spożywać mleka ani produktów żywnościowych (i leków) zawierających laktozę.

## Typy nietolerancji laktozy
Wyróżnia się nietolerancję:
- wrodzoną (alaktazja), którą stwierdza się bardzo rzadko – dziecko od urodzenia nie posiada zdolności wytwarzania enzymu laktazy
- pierwotną – występującą u osób dorosłych (hipolaktazja dorosłych); dziedziczona jako cecha autosomalna recesywna, najczęstsza forma genetycznie uwarunkowanego niedoboru laktazy; ujawnia się w okresie dojrzewania lub we wczesnym wieku dorosłym; przy tego typie nietolerancji rzadko występuje całkowity zanik wytwarzania laktazy
- wtórną (nabytą) – mająca charakter przejściowy lub utrwalony, w zależności od rodzaju i czasu działania czynnika uszkadzającego błonę śluzową jelita cienkiego; charakter przejściowy występuje najczęściej w wyniku stosowania leków niszczących błonę śluzową jelita (antybiotyków, niesteroidowych leków przeciwzapalnych); poważniejsza forma utrwalona pojawia się przy przewlekłych stanach chorobowych jelitowo-żołądkowych, do których należą celiakia, sprue tropikalna, mukowiscydoza, choroba Whipple’a, choroba Crohna, zespół Zollingera-Ellisona, enteropatia cukrzycowa, enteropatia związana z zakażeniem HIV, rakowiak, popromienne uszkodzenie jelit, alergia przewodu pokarmowego, lamblioza.

Również w wyniku wielu zabiegów chirurgicznych lub długotrwałej diety bezmlecznej występuje zmniejszenie aktywności wydzielania laktazy.
Obniżenie aktywności laktazy narasta między innymi wraz z wiekiem (przyjmuje się, że ludzie w wieku podeszłym nie powinni spożywać laktozy więcej niż 15 g dziennie co odpowiada ok. 300 ml mleka).

## Nietolerancja laktozy u różnych grup etnicznych
Większość ssaków traci zdolność efektywnego trawienia cukru mlecznego (laktozy) po zakończeniu okresu karmienia piersią (okres ten stanowi około 3% długości życia). U człowieka produkcja laktazy koniecznej do strawienia laktozy zwykle spada o 90% podczas pierwszych 4 lat życia, chociaż dokładny czas nastąpienia i przebieg tych zmian może się znacznie różnić u poszczególnych osób lub grup ludzkich. W pewnych populacjach ludzkich mutacja występująca w sekwencji regulatorowej genu kodującego laktazę położonego na chromosomie 2 chroni przed zanikiem produkcji laktazy u osób dorosłych, co pozwala na bezpieczną konsumpcję słodkiego mleka i produktów mlecznych przez okres całego życia. Mutacja ta występuje częściej w populacjach, które wcześnie udomowiły bydło.
Mimo że większość ludzi pochodzenia północno-europejskiego wytwarza wystarczające ilości laktazy przez całe życie, niedobory laktazy są powszechne wśród ludzi pochodzących z Bliskiego Wschodu, Indii, części Afryki i ich potomków w innych częściach świata.
Blisko 70% dorosłych wykazuje w pewnym stopniu nietolerancję laktozy. W Europie, w większości państw, niedostateczna produkcja laktazy występuje u 5% ludzi białych i znacznie więcej wśród innych grup etnicznych.
W Polsce nietolerancja laktozy występuje u 1,5% niemowląt i dzieci oraz u 20-25% osób dorosłych. Dla porównania w Danii występuje u 6% społeczeństwa, Grecji 38%, Niemczech 15%, Anglii 6-34%. Inne grupy populacji przedstawiono w poniższej tabeli. Należy zaznaczyć, że różne źródła podają bardzo różne dane.
| Populacje                | Procent z nietolerancją |
| ------------------------ | ----------------------- |
| Baskowie                 | 0,3%                    |
| Szwedzi                  | 2%                      |
| Europejczycy w Australii | 4%                      |
| Szwajcarzy               | 10%                     |
| Amerykanie               | 6-25%                   |
| Finowie                  | 18%                     |
| Tutsi                    | 20%                     |
| Afroamerykanie           | 45-81%                  |
| Aborygeni                | 85%                     |
| Bantu                    | 89%                     |
| Chińczycy                | 95%                     |
| Azjaci – Daleki Wschód   | 65-100%                 |
| Indianie                 | 50-75%                  |

## Etiologia
Bez laktazy, laktoza zawarta w mleku pozostaje nierozłożona i niewchłonięta. Laktoza nie może przejść przez ścianę jelita do naczyń krwionośnych i pozostaje w jelitach, zatrzymuje wodę (prowadząc tym do biegunki), a przechodząc do jelita grubego, pod wpływem bakterii jelitowych ulega fermentacji beztlenowej i produkcji kwasów organicznych, głównie mlekowego z wytwarzaniem dużej ilości gazów (przeważnie dwutlenku węgla).

## Diagnoza
Jeśli po spożyciu produktu zawierającego laktozę, po około 30 minutach do 2 godzin wystąpią objawy nudności, skurczów bólowych, wzdęcia oraz biegunka, to prawdopodobnie ma się do czynienia z nietolerancją laktozy. Intensywność objawów może być różna u wielu osób i zależy od ilości skonsumowanej laktozy.
Z metod diagnostycznych stosowanych przez medycynę stosuje się wiele technik badawczych, które zasadniczo dzielą się na badania bezpośrednie i pośrednie.
Najczęściej stosuje się nieinwazyjne metody pośrednie badania aktywności laktazy: wykrywanie obecności wodoru w powietrzu wydychanym, analizę poziomu glukozy w surowicy krwi, badania moczu oraz pH kału. Testy przeprowadza się na czczo; przed badaniem wymaga się wypicia płynu zawierającego laktozę. Testy nie wymagają hospitalizacji pacjenta.

### Test obecności wodoru (wodorowy test oddechowy)
W tym teście pacjent pije na czczo wodny roztwór laktozy (1,75 g/kg masy ciała, maks. 50 g laktozy), a jego oddech jest analizowany w równomiernych odstępach czasu (np.w odstępach 30 minutowych przez 2 godziny). Jeśli laktoza nie jest rozkładana, w okrężnicy ulega fermentacji bakteryjnej z wytworzeniem gazów, w tym wodoru. Wodór jest wchłaniany z jelit, niesiony w krwiobiegu do płuc i wydychany. Podniesiony poziom wodoru (powyżej 20 ppm) w powietrzu wydechowym wskazuje na niewłaściwe trawienie laktozy. Pewne rodzaje żywności, leki oraz papierosy mogą wpłynąć na dokładność wyników i powinno się ich unikać przed badaniem. Test jest dostępny zarówno dla dzieci, jak i dla dorosłych.

### Test zmian poziomu glukozy i galaktozy w surowicy krwi
W celu oznaczenia zawartości glukozy we krwi pacjenta pobiera się przez dwie godziny, co 30 minut, próbki krwi po spożyciu na czczo wodnego roztworu laktozy (1,75 g/kg masy ciała, maks. 50 g laktozy). Zwykle, gdy laktoza dotrze do systemu trawiennego, jest rozkładana przez enzym laktazę do glukozy i galaktozy. W wątrobie następuje przemiana galaktozy w glukozę, która przedostaje się do krwiobiegu i podnosi ogólny poziom cukru we krwi. Jeśli laktoza nie jest w pełni rozkładana, poziom cukru we krwi nie wzrasta (uzyskuje się na wykresie płaski wzrost poziomu glukozy – wzrost nie osiąga poziomu wyższego niż 20 mg/dl względem wartości wyjściowej) i wynik badania potwierdza nietolerancję laktozy. Przy prawidłowym trawieniu laktozy wykres ma wyraźnie zaznaczony szczyt, przy czym wzrost powinien następować w tempie 50-100% na 1-2 godz. Test nie powinien być stosowany u chorych na cukrzycę i z zespołem złego wchłaniania.
Bardziej wartościowym testem jest oznaczenie poziomu galaktozy w surowicy krwi po podaniu laktozy z etanolem (150 mg/kg masy ciała), który hamuje metabolizm galaktozy w wątrobie. Wykonuje się jedno badanie krwi 40 minut po podaniu laktozy. Wynik niższy od 2,0 mmol/l świadczy o hipolaktazji.

### Testy oparte na badaniu moczu
Bada się poziom galaktozy (podobnie jak przy badaniu surowicy krwi) w moczu po uprzednim podaniu pacjentowi 50 g laktozy z etanolem. Próbkę moczu pobiera się 40 minut od spożycia płynu.
Przy wykorzystaniu tej samej metody częściej stosuje się dużo wygodniejsze testy paskowe. Brak zmiany koloru paska świadczy o nietolerancji laktozy.

### Testy genetyczne
Genetyczna diagnostyka nietolerancji laktozy związana jest z poszukiwaniem mutacji w genie kodującym laktazę (LCT), która występuje w hipolaktazji pierwotnej. Analizowane są dwie pozycje w genie LCT: 13910 i 22018 i występujące w nich polimorfizmy.

### Metody badania bezpośrednie
W celach raczej badawczych stosuje się bezpośrednie (inwazyjne) badanie aktywności laktazy poprzez biopsję ściany jelita i oznaczanie wskaźnika laktoza–sacharoza (metoda Dahlqvista). Metoda ta uważana jest za najlepszą w diagnostyce tego schorzenia, lecz rzadko stosowana w warunkach klinicznych ze względu na inwazyjność i koszty analiz.
Obecność laktazy można również określać metodami immunohistochemicznymi przy użyciu przeciwciał monoklonalnych lub metodami enzymohistochemicznymi.

## Historia badań nad nietolerancją laktozy
- 1921 – J. Howland opisuje u dzieci przypadki poinfekcyjnej nietolerancji laktozy.
- 1959 – A. Holzel opisuje rodzeństwo z ciężką wrodzoną nietolerancją laktozy.
- 1960 – J. Haworth i J. Ford, a w 1962 roku van der J. Kamer i H. Weijers stwierdzają istnienie związku pomiędzy poinfekcyjnymi biegunkami a płaską krzywą po laktozie, oraz poprawę po wyłączeniu laktozy z diety.
- 1961 – D. Miller i R. Crane stwierdzają, że laktaza jest wytwarzana w rąbku szczoteczkowym błony śluzowej jelita cienkiego.
- 1962 – A. Dahlqvist opisuje metodę pomiaru laktazy w bioptatach błony śluzowej jelita.
- 1963 – A. Dahlqvist i S. Aurichio opisują pierwotny niedobór laktazy typu dorosłych.

## Leczenie i profilaktyka
Zasadniczo nie ma opracowanych metod leczenia nietolerancji laktozy, jedynie profilaktyka wymagająca stosowania diety.
Przy wrodzonej nietolerancji wymagana jest dieta przez całe życie.
Pierwotna nietolerancja laktozy typu dorosłych wymaga rezygnacji z mleka słodkiego i jego przetworów. Dobrze tolerowane jest mleko fermentowane w postaci kefirów lub jogurtów. Zawarte w tych produktach probiotyki są zdolne do wytworzenia laktazy, a same produkty poddane fermentacji mlekowej zawierają mniej laktozy. Przy kupowaniu jogurtów należy jednak uważać na skład, gdyż są one często domieszkowane mlekiem w proszku. Bezpiecznie można spożywać twarde sery, jak Cheddar; sery długo dojrzewające mogą praktycznie nie zawierać laktozy. W aptekach dostępne są również gotowe preparaty zawierające laktazę. Przy wtórnej nietolerancji laktozy wymaga się okresowej eliminacji mleka i stosowania produktów bezlaktozowych.
Laktoza jest często wykorzystywana w produkcji innych produktów spożywczych. Osoby z nietolerancją laktozy powinny zdawać sobie sprawę, że wiele takich produktów zawiera znikome ilości laktozy. Mogą to być wyroby piekarskie, płatki śniadaniowe, margaryna, sosy, półprodukty w proszku. Laktoza jest stosowana również jako podstawowy składnik w powyżej 20% lekarstw na receptę i około 6% lekarstw dostępnych bez recepty. Niemniej produkty te stanowią problem tylko u ludzi z bardzo ciężką nietolerancją laktozy.
Dla niemowląt i dzieci z nietolerancją laktozy dostępne są preparaty mlekozastępcze. Najczęściej są to białkowe preparaty sojowe, w których laktozę zastąpiono innymi cukrami; są ponadto wzbogacane w witaminy, żelazo, mikro- i makroelementy oraz aminokwasy.

Przeczytaj ostrzeżenie dotyczące informacji medycznych i pokrewnych zamieszczonych w Wikipedii.